# Kovem katalyzovaná hydroborace
Kovem katalyzovaná hydroborace je druh reakce využívaný v organické syntéze; jedná se o příklad homogenní katalýzy.

## Historie
V roce 1975 oznámili H. Kono a K. Itó, že Wilkinsonův katalyzátor (Rh(PPh3)3Cl) může vstupovat do oxidačně-adičních reakcí s katecholboranem (HBcat) nebo 4,4,6-trimethyl-1,3,2-dioxaborinanem. Tyto deriváty boranu reagují při hydroboracích příliš pomalu.
V roce 1985 bylo zjištěno, že Wilkinsonův katalyzátor katalyzuje hydroborace alkenů pomocí HBcat.
Zatímco nekatalyzované hydroborace pomocí HBcat vedou k redukci karbonylových skupin, tak katalyzované obdoby jsou selektivní vzhledem k alkenům.
Dalším výzkumem se zjistilo, že hydroborace katalyzované přechodnými kovy se vyznačují regio-, stereo- a chemoselektivitou.

## Mechanismus
Rhodiem katalyzované hydroborace pravděpodobně začínají odštěpením trifenylfosfinu z Rh+ centra. Po oxidační adici vazby B-H boranového reaktantu na vzniklou 14elektronovou molekulu následuje koordinace alkenu na 16elektronový komplex Rh3+. Následně se alken naváže na vazbu rhodium-hydrid, čímž se mohou vytvořit dva různé, navzájem regioizomerní, alkylrhodité boridové komplexy. Redukční eliminací boronátového esteru se obnoví katalyzátor. Katalyzátor, připravený a přechovávaný za nepřístupu vzduchu, posouvá selektivitu ve prospěch sekundárního boronátového esteru. Koordinace alkenu je stále předmětem diskuzí; v disociativním mechanismu, navrženém Männigem a Nöthem, a podpořeným výsledky, které získali D. A. Evans a G. C. Fu; koordinace je doprovázena oddělením jednoho trifenylfosfinového ligandu.
V níže znázorněném asociativním mechanismu se alken váže do polohy trans vzhledem ke chloridu, aniž by docházelo k odštěpení trifenylfosfinu. Mechanismus byl prozkoumán pomocí výpočetních metod.
A. E. Dorigo a P. R. Schleyer vyvrátili asociativní mechanismus na základě ab initio studie disociativního mechanismu, zatímco D. G. Musaev jej podpořil.

## Selektivita
Mimo původní důkazy, které poskytli Männig a Nöth, ukazuje i totální syntéza (+)-ptilokaulinu selektivitu hydroborace koncových alkenů za přítomnosti ketonů.
Z hlediska regioselektivity se katalyzované hydroborace liší od nekatalyzovaných. V závislosti na ligandech a alkenech mohou vznikat markovnikovské i nemarkovnikovské produkty. Rozdíly v regioselektivitě jsou výraznější u hydroborací vinylarenů s použitím HBcat. Wilkinsonův katalyzátor a Rh(COD)2 (za přítomnosti PPh3) vytváří markovnikovovský produkt. Protimarkovnikovovský produkt se tvoří za nepřítomnosti katalyzátoru.
Použití RhCl3·nH2O vedlo také k selektivní tvorbě protimarkovnikovského produktu.
Za účelem vysvětlení vysoké regioselektivity katalyzovaných hydroborací byl navržen mechanismus zahrnující η3-benzylrhodiový komplex.
Katalyzované hydroborace-oxidace substituovaných alkenů lze provést enantioselektivně. V roce 1990 provedl J. M. Brown asymetrické hydroborace pomocí nechirálního katalyzátoru a chirálních boranů odvozených od efedrinu a pseudoefedrinu. Ve většině případů byla regioselektivita nízká, i když enantiomerní přebytky dosahovaly až 90 %.
Použití chirálních katalyzátorů a nechirálních boranů je častější, jako příklad lze uvést chirální difosfiny, jako je BINAP.
Styren nebo jeho jednodušší deriváty slouží obvykle jako prochirální substráty.
Enantioselektivita se snižuje, pokud jsou na aromatický kruh navázány substituenty do polohy ortho, nebo při další substituci alkenové skupiny.
Úspěchy byly dosaženy také s jinými reaktanty.
Další používanou skupinou ligandů jsou fosfinaminy. V roce 1993 bylo popsáno první úspěšné použití sloučeniny QUINAP při asymetrické hydroboraci alkenu.
QUINAP umožňuje se vypořádat s nemožností využití substituce na aromatickém kruhu pozorovanému u difosfinových ligandů. Reakce, při nichž jsou použity styren nebo od něj odvozené sloučeniny se skupinami dodávajícími elektrony na pozici para vykazují stále vysoké enantiomerní přebytky. Podobných výsledků lze dosáhnout i u cyklických vinylarenů. Tyto výsledky rozšiřují využitelnost asymetrické hydroborace na více stericky zatížené alkeny. Bylo vyvinuto i několik nových ligandů z této skupiny.
Výše uvedené studie zkoumaly oxidace boronátových esterů na alkoholy. Další významnou skupinou sloučenin, které lze připravit z boronátových esterů jsou α-substituované benzylaminy, některé z nich mají komerční využití. Příprava chirálních aminů pomocí katalytických hydroborací zahrnuje přeměnu katecholboronátových esterů na trialkylborany pomocí diethylzinku nebo methylmagnesiumchloridu. Reakce trialkylboranu s kyselinou hydroxylamin-O-sulfonovou vede ke vzniku primárních benzylaminů.
Sekundární aminy lze získat in situ z N-chloraminů.